# EC 1040
Die elektronische Datenverarbeitungsanlage EC 1040 (Arbeits- und Umgangsbezeichnung R 40) war ein Großrechner des Kombinates Robotron im Rahmen des ESER. Sie wurde nach den Operationsprinzipien des ESER der Reihe I und damit kompatibel zum IBM System/360 entwickelt. Kernstück war die Zentraleinheit EC 2640, welche mit Steuereinheiten und Geräten des ESER zur Datenverarbeitungsanlage vervollständigt wurde.

## Entwicklung, Fertigung und Vertrieb
Die Entwicklung der Zentraleinheit EC 2640 und einiger peripherer Geräte (beispielsweise Abfrageeinheit, Lochbandstation, Bildschirmstation) begann, aufbauend auf den Erfahrungen der Entwicklung des Robotron 300 und der Robotron 21, im VEB Elektronische Rechenmaschinen (ELREMA) Karl-Marx-Stadt. Beim Entwicklungsabschluss war dieser Entwicklungsbetrieb schon als Fachgebiet Geräte in das Kombinat Robotron eingegliedert.
Die Fertigung erfolgte im Robotron Elektronik Dresden (RED).
Der Vertrieb erfolgte nach Komplettierung mit weiteren importierten peripheren Geräten des ESER als Elektronisches Datenverarbeitungssystem EC 1040 vom Robotron Vertrieb Berlin (RVB).

## Die Zentraleinheit EC 2640

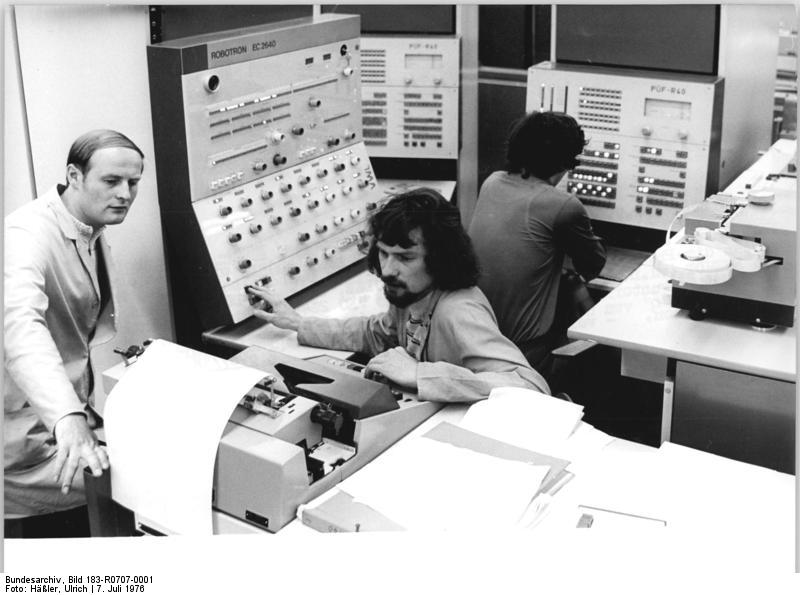
Zentraleinheit EC 2640 im Prüffeld des VEB Robotron Elektronik Dresden

### Technisch-konstruktive Basis
Die Zentraleinheit EC 2640 wurde auf Basis der ersten in der DDR verfügbaren TTL-Schaltkreis-Serie (ausschließlich mit langsamen und schnellen NANDs, AND-OR-Invertern sowie dem JK-Flipflop) entwickelt. Maximal 60 Schaltkreise, 14 Elektrolytkondensatoren und 12 Diodenblöcke sind auf einer bis zu 10-lagigen Mehrebenenleiterplatte mit indirektem 90-poligen Steckverbinder untergebracht. Maximal 40 derartiger Steckeinheiten werden in ein sogenanntes „Paneel“ gesteckt und mittels „Wickeltechnologie“ untereinander und mit Steckverbindern für 38-polige Flachbandkabel verdrahtet. Letztere besitzen direkte Steckverbinder und stellen die Verbindung zwischen den Paneelen dar. Bis zu 6 Paneele (davon allerdings einige zur Stromversorgung) sind in einem Rahmen untergebracht. Je drei solcher Rahmen (die zwei äußeren jeweils schwenkbar) belegen schließlich einen Schrank. Die ganze Zentraleinheit besteht konstruktiv aus zwei Hauptspeicher-Schränken, einem Schrank für die Stromversorgung des Hauptspeichers, zwei Schränken für die zentrale Verarbeitungseinheit und die Kanalsteuerungen, einem Schrank für deren Stromversorgung sowie einem Bedien- und Anzeigefeld. Alle sechs Schränke sind in Form eines Kreuzes angeordnet.

### Operationsprinzipien
Da die Operationsprinzipien (also die Programmierschnittstelle) des ESER Reihe I denen des IBM/System360 entsprechen, wird dazu hier nichts weiter ausgeführt.

### Logische Struktur und funktionelle Daten
Der Hauptspeicher (HS) ist ein Ferritkernspeicher und wurde in den Kapazitätsvarianten 256 KByte, 512 KByte und 1 MByte angeboten. Eine Speicherzelle besitzt eine Aufrufbreite von 64 Bit plus 8 Prüfbits. Die Zykluszeit beträgt 1350 ns. Er ist zum Zweck der Verschränkung in vier autonome Blöcke unterteilt, die nacheinander in der Geschwindigkeit des Taktes angesprochen werden können. Die Hauptspeichervermittlung (HSV) hat die Aufgabe, die Speicheranforderungen der Kanäle, der Verarbeitungseinheit, der Befehlsvorbereitungseinheit und des Zeitgebers priorisiert zu koordinieren und den Speicherschutz zu gewährleisten.
Die zentrale Verarbeitungseinheit (ZVE – das was man heute üblicherweise CPU nennt) besitzt eine Verarbeitungsbreite von 64 Bit und besteht aus der Befehlsvorbereitungseinheit, dem Mikroprogrammsteuerwerk und der Verarbeitungseinheit. Die folgegesteuerte Befehlsvorbereitungseinheit (BVE) liest die Befehle linear im Voraus und führt eventuell nötige Adressrechnungen im Adressrechenwerk aus. Das Mikroprogrammsteuerwerk (MPSW) steuert die Befehls- und Unterbrechungsbearbeitung in der Verarbeitungseinheit. Es besitzt einen 3K×130-Bit-Mikroprogrammspeicher mit 100 ns Zugriffszeit auf der Basis eines „gefädelten“ Ferritkern-Festwertspeichers. Die Verarbeitungseinheit besteht aus dem Dualrechenwerk, dem Dezimalrechenwerk, dem Exponentenrechenwerk und dem Registerspeicher. Als Operationsgeschwindigkeit der ZVE werden 320.000 Operationen/s angegeben.
Die folgegesteuerten Kanalsteuereinheiten (kurz Kanäle genannt) sind in der Lage, nach Anstoß durch die ZVE einen vollständigen Ein- oder Ausgabeprozess programmgesteuert durchzuführen. Während ein Selektorkanal jeweils nur ein derartiges Kanalprogramm abarbeiten kann und dabei bis zu 1300 Byte/s überträgt, kann ein Multiplexkanal mehrere Programme parallel abarbeiten, ist aber nur für geringe Datenübertragungsraten geeignet. Mehrere periphere Geräte oder Gerätesteuereinheiten werden mit einem standardisierten Peripherie-Bus an jeweils einen Kanal angeschlossen. Das zugehörige Standard-Interface (SIF) war elektrisch und funktionell kompatibel zum IBM System/360, konstruktiv hatte es aber abweichende ESER-spezifische Steckverbinder. Über spezielle Adapter konnten deshalb auch Original-IBM-Geräte gekoppelt werden.

### Test- und Diagnosestrategie
Aufgrund des statischen Verhaltens aller Speicher war es möglich, einen Taktstopp der ganzen Maschine ohne Datenverlust zu realisieren. Dazu konnte am Wartungsfeld eine Mikrobefehlsadresse als Stoppadresse eingestellt und im Taktschrittbetrieb weiter gearbeitet werden. Die statische Fehlersuche erfolgte mit einfachen Logik-Prüfstiften. Unterstützt wurde die Fehlersuche durch den Selbsttest der ZVE mit speziellen Testmikroprogrammen. Diese wurden ergänzt durch einen umfangreichen (betriebssystemunabhängigen) Satz von Testprogrammen auf Maschinenbefehlsniveau. Haupt-, Register- und Mikroprogrammspeicher wurden durch Paritätsbits abgesichert.

### Strom- und Taktversorgung
Allein zur Stromversorgung werden zwei Schränke (4 kW für Hauptspeicher und 17 bis 19 kW für zentrale Verarbeitungseinheit und Kanäle) benötigt. Über ein sogenanntes „Stromversorgungsinterface“ können auch die peripheren Geräte zentral geschaltet werden. Ein zentraler Notschalter dient zur schnellen Abschaltung aller Anlagenteile. Zur Abführung der Wärme sind im oberen Teil jedes Rahmens mehrere Lüfter verbaut. Zur Erhöhung der Sicherheit nach mehreren Brandfällen wurden sie mit Kugellagern und Überhitzungsschutz ausgerüstet.
Die Flipflops der Zentraleinheit EC 2640 werden durch ein Zweitaktsystem mit 450 ns Taktzykluszeit synchronisiert. Die beiden Phasen des „Muttertaktes“ werden in einem zentralen Taktgenerator erzeugt, über Koaxialkabel an justierbare „Taktunterzentralen“ und schließlich an auf den einzelnen Steckeinheiten sitzende „Takttreiber“ verteilt.

## Periphere Geräte und Steuereinheiten
- Die Abfrageeinheit AE EC 7073 stellt im Wesentlichen eine „elektronische Schreibmaschine“ zur Kommunikation des Bedieners mit dem Betriebssystem dar.
- Die Lochbandstation LBS EC 7902 besteht aus ein oder zwei Lochstreifenlesern und einem Lochstreifenstanzer und dient im Wesentlichen zur Ermöglichung der Kommunikation mit älteren Systemen auf Lochstreifenbasis.
- Der Lochkartenleser LKL 6012 liest 80-spaltige Lochkarten, welche das wesentliche Eingabemedium dieser Rechnergeneration sind.
- Der Lochkartenstanzer LKS 7012 stanzt 80-spaltige Lochkarten.
- Bis zu 8 Wechselplattenspeicher WPS EC 5055 dienen als externe Direktzugriffsspeicher mit 7,25 MByte pro Plattenstapel und werden durch das Großraumspeichersteuergerät GSS EC 5555 gesteuert.
- Mehrere Magnetbandspeichergeräte MBG EC 5016 dienen als sequentielle Massenspeicher und werden durch das Magnetbandspeicher-Steuergerät EC 5516 gesteuert.
- Die Paralleldrucker PD EC 7035 und EC 7031 arbeiten mit rotierender Typenwalze und drucken bis 1200 bzw. 1800 Zeilen pro Minute.
- Das Bildschirmsystem BSS besteht aus Bildschirmgruppen-Steuergerät, bis zu 16 Bildschirmsteuergeräten und je zwei Bildschirmarbeitsplätzen pro Bildschirmsteuergerät mit 16 Zeilen zu je 64 Zeichen, Tastatur und Lichtstift.
- Der optische Belegleser OBL liest gedruckte und handgeschriebene stilisierte Schriftzeichen auf Papier.

## Betriebssysteme
- Das Betriebssystem DOS/EC[1] ist ein einfaches Betriebssystem und entspricht dem IBM DOS/360.
- Das Betriebssystem OS/EC[2] ist ein leistungsfähiges Betriebssystem und entspricht dem IBM OS/360.